# Индийски евреи
Евреите от Индия или индийските евреи не са хомогенна група, а се състоят от няколко самостоятелни общини с различаваща се култура, език, история, религиозни обреди и социално-икономически стандарт.
До 1947 г. когато е създадена държавата Израел, еврейското население в Индия възлиза на повече от 30 хиляди души. То се състои от следните групи:
- малабарски или кочински евреи които живеят към 1948 г. в щата Керала (Кочи, Ернакулам, Северен Паравур, Алува), които са били с численост около 2,5 хил. души, а разговорния им език е малаялам;
- Бней Израел (маратхийски евреи) – живеят главно в Бомбай и околностите му, а през 1947 г. са около 24 хил. души с разговорен език – маратхийски;
- Багдадски евреи – живеят в Бомбай, Калкута, Пуна и Сурат, като през 1948 г. са около 6000 с говорими езици – английски и еврейско-арабския диалект в Ирак;
- Бней Менаше или менашите са представители на племената „мизо“ и „куки“ в щатите Манипур и Мизорам и са около 9000, като през 1970 г. се самоопределят за потомци на Манасиевото племе, едно от десетте, присъединявайки се към изповядващите юдаизъм;
- Бене Ефраим или телугуски евреи са малка общност говореща телугу в Андра Прадеш, присъединила са към юдаизма през 1981 г.;
- малък брой ашкенази мигрирали в Индия от Европа след Първата и особено по време на Втората световна война, които в годините 1944/45 са били над хиляда души. След световните войни, повечето от тях се връщат в Европа.

Нито една от еврейските групи в Индия не е припознала за свой език иврит или някакъв отличаващ я негов диалект.
Еврейската писменост е ограничена само до групата на Багдадските евреи за техния еврейско-арабски диалект. Другите общности, определящи се за еврейски, не я използват.